# Ору-Велью
Ору-Велью (порт. Ouro Velho) — муниципалитет в Бразилии, входит в штат Параиба. Составная часть мезорегиона Борборема. Входит в экономико-статистический микрорегион Карири-Осидентал. Население составляет 2821 человек на 2006 год. Занимает площадь 129,399 км². Плотность населения — 21,8 чел./км².

## Статистика
- Валовой внутренний продукт на 2003 год составляет 5 972 902,00 реалов (данные: Бразильский институт географии и статистики).
- Валовой внутренний продукт на душу населения на 2003 год составляет 2116,55 реалов (данные: Бразильский институт географии и статистики).
- Индекс развития человеческого потенциала на 2000 год составляет 0,633 (данные: Программа развития ООН).